# Ola de calor en Chile en 2019
Durante el verano austral de 2019 se produjeron una serie de olas de calor en el sector centro de Chile, siendo febrero el mes más caluroso y dejando récords de temperaturas en casi un siglo de registro.
| Temperaturas máximas registradas durante la ola de calor | Temperaturas máximas registradas durante la ola de calor | Temperaturas máximas registradas durante la ola de calor | Temperaturas máximas registradas durante la ola de calor |
| -------------------------------------------------------- | -------------------------------------------------------- | -------------------------------------------------------- | -------------------------------------------------------- |
| Ciudad                                                   | Fecha                                                    | Temperatura (°C)                                         |                                                          |
| Bulnes                                                   | 2 de febrero de 2019                                     | 43,7 grados Celsius (110,7 °F)                           |                                                          |
| Traiguén                                                 | 15 de febrero de 2019                                    | 41,3 grados Celsius (106,3 °F)                           |                                                          |
| Temuco                                                   | 15 de febrero de 2019                                    | 41,1 grados Celsius (106 °F)                             |                                                          |
| Curarrehue                                               | 15 de febrero de 2019                                    | 41 grados Celsius (105,8 °F)                             |                                                          |
| Puerto Saavedra                                          | 15 de febrero de 2019                                    | 40,8 grados Celsius (105,4 °F)                           |                                                          |
| Temuco                                                   | 3 de febrero de 2019                                     | 40,7 grados Celsius (105,3 °F)                           |                                                          |
| Los Ángeles                                              | 3 de febrero de 2019                                     | 40,2 grados Celsius (104,4 °F)                           |                                                          |
| Rio Bueno                                                | 4 de febrero de 2019                                     | 40 grados Celsius (104 °F)                               |                                                          |
| Temuco                                                   | 2 de febrero de 2019                                     | 40 grados Celsius (104 °F)                               |                                                          |
| Chillán                                                  | 3 de febrero de 2019                                     | 40 grados Celsius (104 °F)                               |                                                          |
| Pitrufquen                                               | 15 de febrero de 2019                                    | 39,4 grados Celsius (102,9 °F)                           |                                                          |
| Valdivia                                                 | 3 de febrero de 2019                                     | 38,5 grados Celsius (101,3 °F)                           |                                                          |
| Santiago                                                 | 27 de enero de 2019                                      | 38,3 grados Celsius (100,9 °F)                           |                                                          |
| Chile Chico                                              | 3 de febrero de 2019                                     | 37 grados Celsius (98,6 °F)                              |                                                          |
| Osorno                                                   | 3 de febrero de 2019                                     | 36,5 grados Celsius (97,7 °F)                            |                                                          |
| Coyhaique                                                | 3 de febrero de 2019                                     | 35,7 grados Celsius (96,3 °F)                            |                                                          |
| Puerto Aysén                                             | 3 de febrero de 2019                                     | 35,3 grados Celsius (95,5 °F)                            |                                                          |
| Castro                                                   | 4 de febrero de 2019                                     | 35,2 grados Celsius (95,4 °F)                            |                                                          |
| Puerto Montt                                             | 3 de febrero de 2019                                     | 35,1 grados Celsius (95,2 °F)                            |                                                          |
| Balmaceda                                                | 3 de febrero de 2019                                     | 33,9 grados Celsius (93,0 °F)                            |                                                          |
| Porvenir                                                 | 3 de febrero de 2019                                     | 32,3 grados Celsius (90,1 °F)                            |                                                          |
| Nueva Chaitén                                            | 2 de febrero de 2019                                     | 31,6 grados Celsius (88,9 °F)                            |                                                          |
| Puerto Natales                                           | 3 de febrero de 2019                                     | 30,1 grados Celsius (86,2 °F)                            |                                                          |
| Punta Arenas                                             | 4 de febrero de 2019                                     | 28,6 grados Celsius (83,5 °F)                            |                                                          |
| Puerto Williams                                          | 4 de febrero de 2019                                     | 26,2 grados Celsius (79,2 °F)                            |                                                          |